# Tour d'Italie 1935
La 23e édition du Tour d'Italie s'est élancée de Milan le 18 mai 1935 et est arrivée à Milan le 9 juin. L'Italien Vasco Bergamaschi s'y est imposé.

## Équipes participantes
| N. | Code | Équipe  |
| -- | ---- | ------- |
|    | BIA  | Bianchi |
|    | DEI  | Dei     |
|    | FRE  | Frejus  |
|    | GLO  | Gloria  |

| N. | Code | Équipe             |
| -- | ---- | ------------------ |
|    | HEL  | Helyett-Hutchinson |
|    | LEG  | Legnano            |
|    | MAI  | Maino              |
|    | IND  | Indépendant        |

## Classement général
| Classement général final |                   |
| --- | ----------------- |
| \| 1. Vasco Bergamaschi \| 113 h 22 min 46 s \| \| 2. Giuseppe Martano \| à 3 min 07 s \| \| 3. Giuseppe Olmo \| à 6 min 16 s \| \| 4. Learco Guerra \| à 7 min 22 s \| \| 5. Maurice Archambaud \| à 9 min 19 s \| \| 6. Remo Bertoni \| à 9 min 46 s \| \| 7. Gino Bartali \| à 16 min 01 s \| \| 8. Ezio Cecchi \| à 16 min 03 s \| \| 9. Augusto Introzzi \| à 17 min 01 s \| \| 10. Ambrogio Morelli \| à 17 min 13 s \| \| 102 partants, 62 arrivés \| \| |                   |
| 1. Vasco Bergamaschi | 113 h 22 min 46 s |
| 2. Giuseppe Martano | à 3 min 07 s      |
| 3. Giuseppe Olmo | à 6 min 16 s      |
| 4. Learco Guerra | à 7 min 22 s      |
| 5. Maurice Archambaud | à 9 min 19 s      |
| 6. Remo Bertoni | à 9 min 46 s      |
| 7. Gino Bartali | à 16 min 01 s     |
| 8. Ezio Cecchi | à 16 min 03 s     |
| 9. Augusto Introzzi | à 17 min 01 s     |
| 10. Ambrogio Morelli | à 17 min 13 s     |
| 102 partants, 62 arrivés |                   |

## Étapes
| Étape      | Date   | Villes étapes                | km       | Vainqueur d'étape   | Leader du classement général |
| 1re étape  | 18 mai | Milan – Crémone              | 165      | Vasco Bergamaschi   | Vasco Bergamaschi            |
| 2e étape   | 19 mai | Crémone - Mantoue            | 175      | Domenico Piemontesi | Domenico Piemontesi          |
| 3e étape   | 20 mai | Mantoue - Rovigo             | 162      | Learco Guerra       | Domenico Piemontesi          |
| 4e étape   | 21 mai | Rovigo - Cesenatico          | 140      | Learco Guerra       | Walter Fantini               |
| 5ea étape  | 22 mai | Cesena - Riccione            | 35 (clm) | Giuseppe Olmo       | Giuseppe Olmo                |
| 5eb étape  | 22 mai | Riccione - Portocivitanova   | 136      | Antonio Folco       | Giuseppe Olmo                |
| 6e étape   | 24 mai | Portocivitanova - L'Aquila   | 171      | Gino Bartali        | Vasco Bergamaschi            |
| 7e étape   | 25 mai | L'Aquila - Lanciano          | 146      | Learco Guerra       | Vasco Bergamaschi            |
| 8e étape   | 26 mai | Lanciano - Bari              | 308      | Learco Guerra       | Vasco Bergamaschi            |
| 9e étape   | 28 mai | Bari - Naples                | 333      | Raffaele Di Paco    | Vasco Bergamaschi            |
| 10e étape  | 29 mai | Naples - Rome                | 250      | Learco Guerra       | Vasco Bergamaschi            |
| 11e étape  | 30 mai | Rome - Florence              | 317      | Vasco Bergamaschi   | Vasco Bergamaschi            |
| 12e étape  | 2 juin | Florence - Montecatini Terme | 134      | Giuseppe Olmo       | Vasco Bergamaschi            |
| 13ea étape | 3 juin | Montecatini Terme - Lucques  | 99       | René Debenne        | Vasco Bergamaschi            |
| 13eb étape | 3 juin | Lucques - Viareggio          | 55 (clm) | Maurice Archambaud  | Vasco Bergamaschi            |
| 14e étape  | 4 juin | Viareggio - Gênes            | 172      | Raffaele Di Paco    | Vasco Bergamaschi            |
| 15e étape  | 6 juin | Gênes - Cuneo                | 148      | Giuseppe Olmo       | Vasco Bergamaschi            |
| 16e étape  | 7 juin | Cuneo - Asti                 | 91       | Giuseppe Olmo       | Vasco Bergamaschi            |
| 17e étape  | 8 juin | Asti - Turin                 | 250      | Raffaele Di Paco    | Vasco Bergamaschi            |
| 18e étape  | 9 juin | Turin - Milan                | 290      | Raffaele Di Paco    | Vasco Bergamaschi            |

## Classements annexes
| Classement de la montagne | Gino Bartali   | ... points   |
| Deuxième                  | Remo Bertoni   | ... points   |
| Troisième                 | Mario Cipriani | ... points   |
| Classement par équipes    | Frejus         | ...h ..' .." |

## Sources
- (nl) Cet article est partiellement ou en totalité issu de l’article de Wikipédia en néerlandais intitulé « Ronde van Italië 1935 » (voir la liste des auteurs).